# Luciano Michelini
Luciano Michelini (* 1945) ist ein italienischer Komponist, Pianist, Organist und Arrangeur.

## Leben
Luciano Michelini studierte am Conservatorio di Santa Cecilia und machte Abschlüsse als Pianist bei Vera Gobbi Belcredi (1903–1999), in Komposition bei Armando Renzi (1915–1985) und in Orchesterleitung bei Franco Ferrara. Ab 1970 lehrte er am Conservatorio di S. Cecilia, später am Pontificio Istituto di Musica Sacra und am Institut T. Ludovico Da Victoria.
Von 1964 bis 1982 arbeitet er als Pianist und Dirigent für R.C.A. (heute B.M.G. Ariola). Er schrieb die Musik zu vielen Filmen, etwa für Sergio Martinos Die Insel der neuen Monster. 1993–94 dirigierte er das Orchestra Sinfonica Abruzzese für das Pontificio Oratorio di S. Pietro in Rom. Für die Sendungen Ciao Italia und Stradivari kam er zum Fernsehen. Sein bekanntestes Stück ist Frolic (Curb Your Enthusiasm).

## Filmografie (Auswahl)
- 1972: Africa-Erotica (Il Decamerone nero)
- 1975: Die Killermafia (La Polizia accusa: il servizio segreto uccide)
- 1975: Hetzjagd ohne Gnade (La città gioca d'azzardo)
- 1979: Insel der neuen Monster (L’Isola degli uomini pesce)
- 1990: Hölle der Verdammten (Mal d'Africa)
- 1990: American Rikscha (American risciò)
- 2000–2009: Lass es, Larry! (Frolic)